# خاندان یاماموتو
خاندان یاماموتو (به ژاپنی: 山本氏 やまもとし)، یکی از خاندان‌های سامورایی در ولایت کی، ژاپن بود.
در سال ۱۵۸۶ در یک مراسم صلح، سرانجام توسط تودو تاکاتورا شکست خورد. رئیس خانواده، یاماموتو یاسوتادا، ترور شد و خاندان از بین رفت.